# Мчедлішвілі Теймураз Давидович
Теймураз Давидович Мчедлішвілі (груз. თეიმურაზ მჭედლიშვილი; нар. 18 березня 1985, Запоріжжя, УРСР) — грузинський та український футболіст, захисник ФК «Чернігів».

## Життєпис
Футбольну кар'єру розпочав 2003 року в складі тбіліського «Спартака», в якому провів 3 сезони (2 — у вищому та 1 — у першому). У сезоні 2006/07 років виступав за вищоліговий тбіліський «Мерані» (6 матчів).
у 2008 році переїхав до України, де потрапив до структури «Десни». Проте одразу ж переведений у другу команду, за яку дебютував 20 липня 2008 року в нічийному (1:1) виїзному поєдинку 1-го туру групи А Другої ліги України проти київського ЦСКА. Теймураз вийшов на поле в стартовому складі та відіграв увесь матч, а на 65-ій хвилині отримав жовту картку. У першій частині сезону 2008/09 років зіграв 15 матчів у Другій лізі в футболці «Десни-2». Під час зимової перерви сезону 2008/09 підсилив «Єдність-2». У футболці плисківської команди зіграв 5 матчів в аматорському чемпіонаті України та 1 матч в аматорському кубку країни.
У 2011 році приєднався до аматорського колективу ЮСБ з Чергігова. Перші два сезони провів в обласному чемпіонаті, а в сезоні 2013 року грав разом з чернігівцями в аматорському чемпіонаті України. З 2014 по 2015 рік виступав в аматорському чемпіонаті України за «Авангард» (Корюківка). Частину сезону 2015 року провів у складі ЮСБ, який виступав у чемпіонаті Чернігівської області. У сезоні 2016/17 років знову виступав у чемпіонаті області, але цього разу за корюківський «Авангард». 
У 2017 році повернувся до «Чернігова», де виступав протягом трьох сезонів на аматорському рівні (2 сезони — в аматорському чемпіонаті та 1 — в обласному чемпіонаті). На професіональному рівні у футболці «городян» дебютував 6 вересня 2020 року в переможному (2:0) виїзному поєдинку 1-го туру групи «А» Другої ліги проти київського «Рубікона». Мчедішвілі вийшов на поле в стартовому складі та відіграв увесь матч.

## Досягнення
ФК «Чернігів»
- Чемпіонат Чернігівської області
  -  Чемпіон (1): 2019

- Кубок Чернігівської області
  -  Володар (1): 2012

«Єдність-2»
- Аматорський чемпіонат України
  -  Чемпіон (1): 2009